# Niersstraat
De Niersstraat is een straat in de Rivierenbuurt in Amsterdam-Zuid.

## Geschiedenis en ligging
De straat kreeg op 16 februari 1927 haar naam, een vernoeming naar de Duits/Nederlandse rivier Niers, die binnen de gemeente Gennep de Maas instroomt. Toeval of niet, de Niersstraat van Amsterdam begint aan de Maastraat. Ze loopt vervolgens naar het westen, eindigt op het Europaplein en halverwege is er een kruising met de Dintelstraat (vernoemd naar de Dintel).

## Gebouwen
De straat werd na 1930 volgebouwd met ontwerpen van woonblokken van Arend Jan Westerman, Gerrit Jan Rutgers, Cornelis Kruyswijk, Jan Brouwer, Zeeger Gulden, Melle Geldmaker en Herman Ambrosius Jan Baanders en Jan Baanders Jr. Het was de tijd van de bouwstijl Amsterdamse School. Het grootste bouwobject/bouwvolume werd ingeruimd op Niersstraat 41-43 voor de 6e Montessorischool Anne Frank. Niersstraat 24 was voorjaar 2024 op de televisie in het kader van een verbouwing bij Het Blok.

## Kunst
In deze vooroorlogse straat is er weinig ruimte voor kunst in de openbare ruimte. Het enige kunstwerk bevindt zich tegen de gevel van genoemde school: Dagboekfragment uit Het Achterhuis van Harry Visser; het is een muurschildering. Aan het begin van de Niersstraat is ter afwatering een WADI (Water Afvoer Door Infiltratie) geplaatst.

## Afbeeldingen

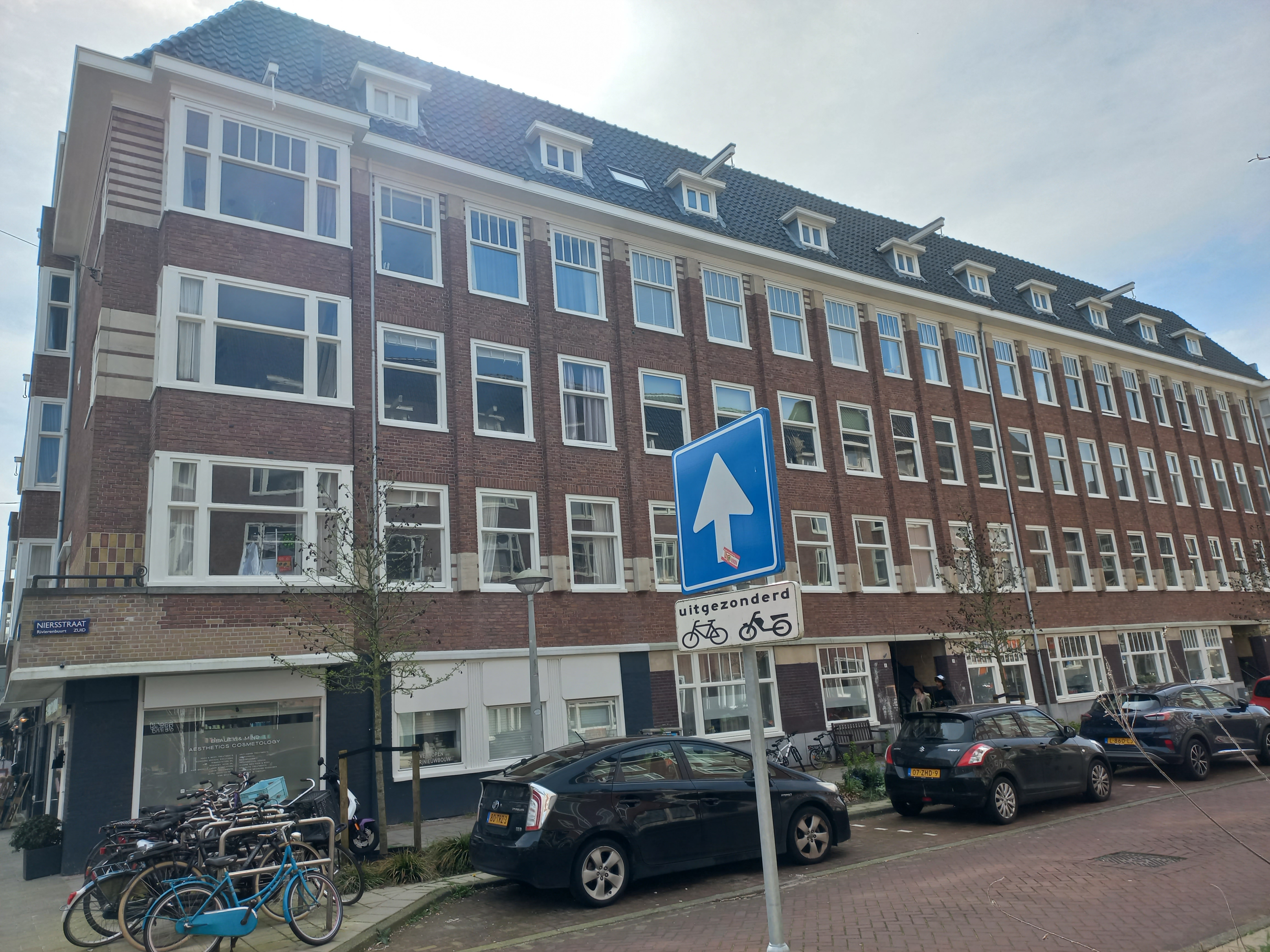
Niersstraat 1-7 van Westerman (april 2024)
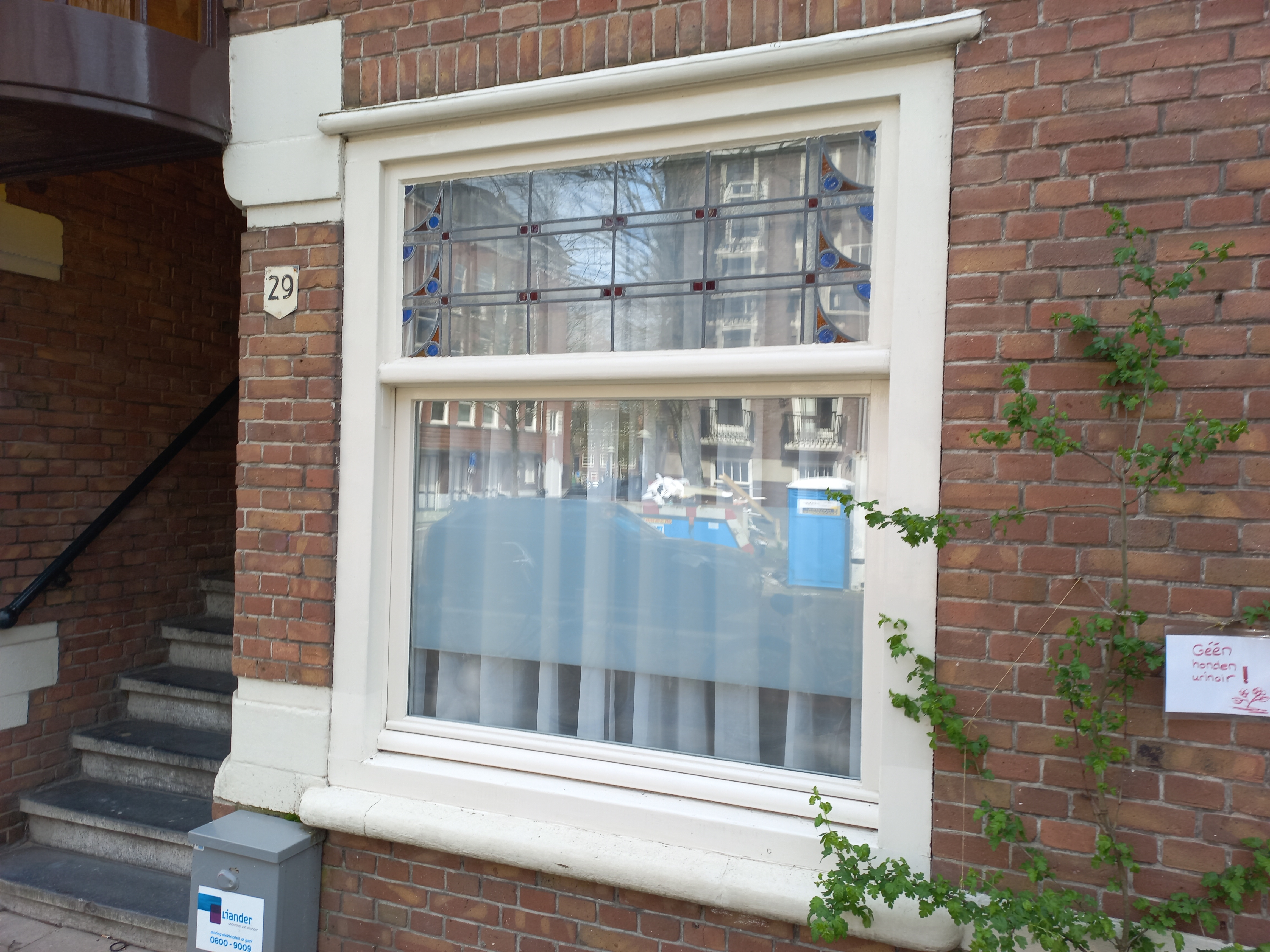
Niersstraat 27-29 van Rutgers (april 2024)
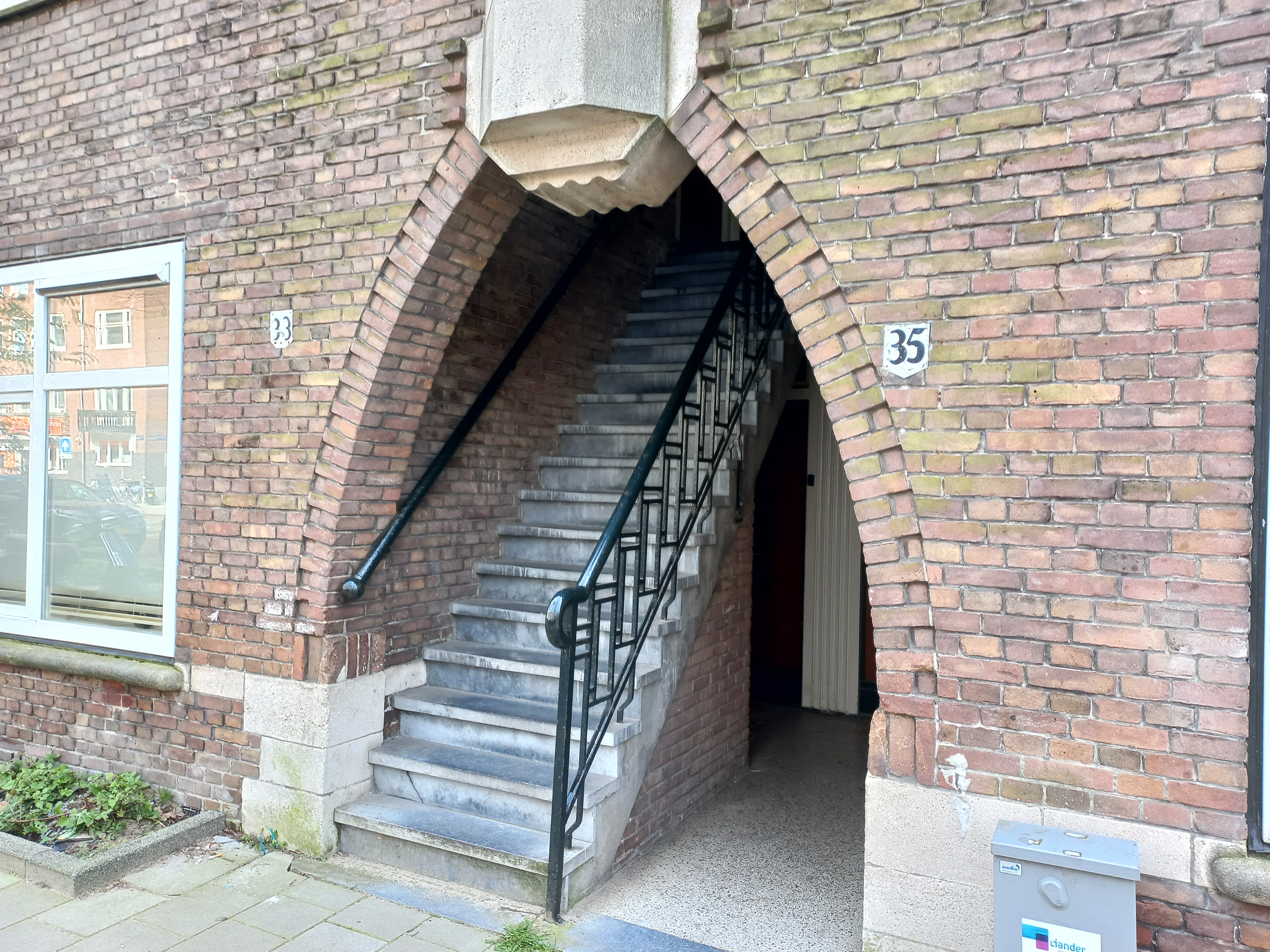
Niersstraat 33-35 van Rutgers (april 2024)
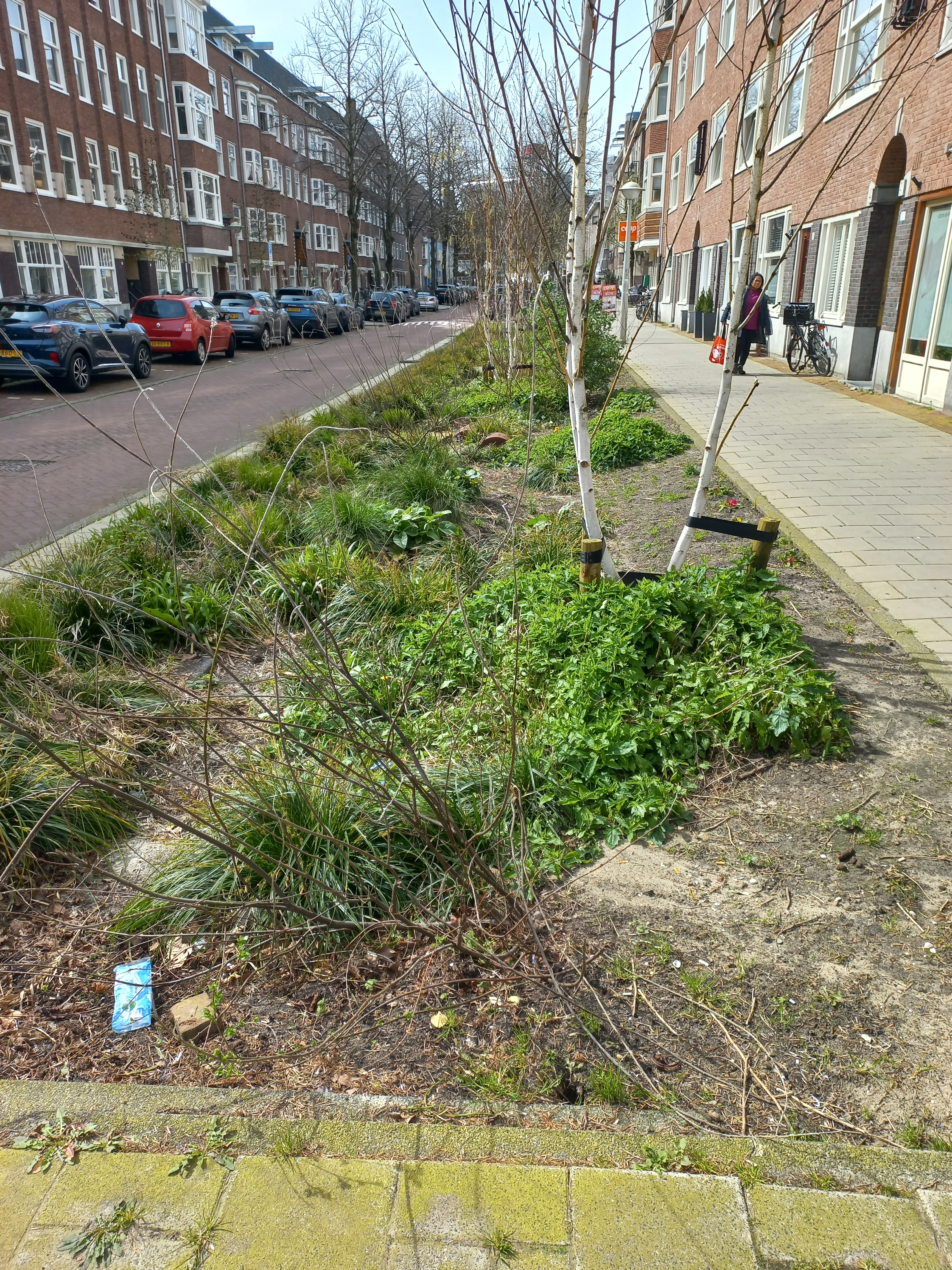
WADI (april 2024)